# Holmes-Gletscher
Der Holmes-Gletscher ist ein breiter Gletscher an der Banzare-Küste des ostantarktischen Wilkeslands. Er mündet 16 km südlich des Kap Spieden in den westlichen Teil der Porpoise Bay.
Luftaufnahmen der Operation Highjump (1946–1947) dienten seiner Kartierung. Das Advisory Committee on Antarctic Names benannte ihn 1953 nach Silas Holmes (1815–1849), Assistenzchirurg auf der Porpoise bei der United States Exploring Expedition (1838–1842) unter der Leitung von Charles Wilkes.